# محمد علي مصيلحي
محمد علي مصيلحي هو وزير التموين والتجارة الداخلية السابق بوزارة شريف إسماعيل، وشغل قبلها منصب رئيس هيئة الإمداد والتموين بالقوات المسلحة.